# До свидания, мальчики (фильм)
«До свидания, мальчики» — советский художественный фильм 1964 года, снятый режиссёром Михаилом Каликом по одноимённой повести Бориса Балтера. Снимался там же, где проходит действие повести, — в Евпатории.
Этот характерный для периода оттепели фильм впоследствии демонстрировался с цензурными сокращениями, а после эмиграции режиссёра в Израиль (1971) и вовсе был запрещён к показу в СССР. В полном авторском варианте он дошёл до зрителей в конце 1980-х годов, а в 1990 году был выпущен кинообъединением «Крупный план» на видеокассетах.

## Сюжет
В приморском городе конца 1930-х годов живут три друга. Целыми днями они пропадают на море, невольно наблюдая жизнь порта и пляжные радости отдыхающих. Один из приятелей, Володя Белов, с юношеским максимализмом размышляет о дружбе, первой любви и смысле их молодой жизни, которую совсем скоро перевернёт война.

## В ролях
- Евгений Стеблов — Володя Белов
- Николай Досталь — Саша Кригер
- Михаил Кононов — Витя Аникин
- Наталия Богунова — Инна Ильина, подруга Володи
- Анна Родионова — Катя, подруга Саши
- Виктория Фёдорова — Женя, подруга Вити
- Ангелина Степанова — Надежда Александровна, мать Володи
- Николай Граббе — военком
- Максим Греков — Попандопуло, торговец вином
- Иосиф Колин — Рувим Наумович Тартаковский, парикмахер
- Ефим Копелян — жестянщик
- Алексей Кузнецов — Алексей Переверзев, секретарь городского комитета комсомола
- Евгений Перов — Пётр Андреевич, отец Вити

По воспоминаниям Наталии Богуновой, её лирические сцены с Евгением Стебловым шли очень трудно. Режиссёр всё время был недоволен:

Он с нами репетирует, я сижу здесь, Женя сидит здесь, и Калик говорит: «Женя, ну неужели ты не умеешь целоваться?» Я этого Калика возненавидела, потому что он садился на Женино место и начинал вместо Жени целоваться. Для меня это было всё равно что поцеловать ложку, потому что это техника. Мы, конечно, после этого поцелуя были злыми, потому что очень уставали от его репетиций. — Богунова Н. Актёры. Жизнь после славы

### В эпизодах
- Владимир Бурлаков — Юра Городецкий, секретарь комитета комсомола школы
- Павел Винник — парторг в порту
- Эммануил Геллер — продавец сладостей
- Микаэла Дроздовская — девушка, танцующая с жестянщиком в ресторане «Поплавок»
- Лилия Журкина (Евстигнеева) — красотка на пляже
- Константин Зайцев — Жак, иллюзионист
- Наум Кавуновский — фотограф на пляже
- Эльза Леждей — спутница жестянщика
- Виктор Маркин (в титрах — Н. Маркин) — Виктор Павлович, директор школы № 2 имени П. П. Постышева
- Евгения Мельникова — Соня, мама Саши
- Евгений Моргунов — пляжник с ребёнком
- Владимир Пицек — Гаврила Спиридонович, администрация соляных промыслов
- Марк Перцовский — отец Саши
- Виктор Сускин — Павел Баулин, швартовщик, боксёр
- Борис Сичкин — конферансье
- Александр Ткаченко — зритель в курзале
- Эль Трактовенко — певец в курзале
- Гурген Тонунц — Джон Данкер, король гавайской гитары
- Георгий Тусузов — главврач на медкомиссии военкомата
- Геннадий Юхтин — матрос с баркаса «Посейдон»

## Съёмочная группа
- Авторы сценария:
  - Борис Балтер
  - Михаил Калик
- Режиссёр-постановщик: Михаил Калик
- Главный оператор: Леван Пааташвили
- Художник: Тамара Антонова (Дзасохова)
- Композитор: Микаэл Таривердиев
- Звукооператор: Виктор Зорин
- Режиссёр: Карл Гаккель
- Оператор: Валерий Севостьянов
- Художник по костюмам: Тамара Каспарова
- Грим: М. Косарева
- Монтаж: Лидия Кузнецова
- Редакторы:
  - Зоя Богуславская
  - Н. Рудакова
- Директор: Илья Гурман

## Технические данные
- Чёрно-белый, звуковой (mono), 2259 метров.
- Прокат в СССР — 13,1 млн зрителей.